# Das Beste
Das Beste to siedemnasta płyta niemieckiego rapera Bushido. Album jest podsumowaniem wszystkich najlepszych kawałków wydanych przez Ersguterjunge.
1. Electro Ghetto (beatlefield remix)
2. Nie Wieder
3. Hoffnung Stirbt Zuletzt (feat. Cassandra Steen)
4. Nie Ein Rapper (feat. Saad)
5. Endgegner
6. Staatsfeind nr.1
7. Augenblick
8. Berlin/Denk An Mich(live)
9. Von Der Skyline Zum Bordstein Zurück
10. Sonnenbank Flavour
11. Janine (screwaholic remix)
12. Alles verloren
13. Keine Entschuldigung